# Matheus de Mello Costa
Matheus de Mello Cost, noto semplicemente come Matheus Costa (Minas Gerais, 26 gennaio 1995), è un calciatore brasiliano, difensore del Botafogo-SP.

## Carriera
Nato nello Stato del Minas Gerais, inizia la propria carriera nel Democrata-GV per poi approdare in Europa nel 2016, fra le file del Real SC; nel 2017 viene acquistato dal Leixões con cui fa il suo esordio fra i professionisti giocando il match di Segunda Liga pareggiato 2-2 contro il Braga B.
Nel 2019 si trasferisce al Vizela in terza divisione; con il club biancoblu centra due promozioni consecutive per poi passare al Marítimo. Debutta in Primeira Liga il 22 agosto 2021 nel match pareggiato 1-1 contro il Porto.

## Statistiche

### Presenze e reti nei club
Statistiche aggiornate al 31 luglio 2021.
| Stagione        | Squadra         | Campionato      | Campionato | Campionato | Coppe nazionali | Coppe nazionali | Coppe nazionali | Coppe continentali | Coppe continentali | Coppe continentali | Altre coppe | Altre coppe | Altre coppe | Totale | Totale |
| Stagione        | Squadra         | Comp            | Pres       | Reti       | Comp            | Pres            | Reti            | Comp               | Pres               | Reti               | Comp        | Pres        | Reti        | Pres   | Reti   |
| --------------- | --------------- | --------------- | ---------- | ---------- | --------------- | --------------- | --------------- | ------------------ | ------------------ | ------------------ | ----------- | ----------- | ----------- | ------ | ------ |
| 2016-2017       | Real SC         | CdP             | 20         | 4          | CP              | 2               | 0               |                    | -                  | -                  |             | -           | -           | 22     | 4      |
| 2017-2018       | Leixões         | LdH             | 6          | 1          | CP+CdL          | 1+1             | 0               |                    | -                  | -                  |             | -           | -           | 8      | 1      |
| 2018-2019       | Leixões         | LdH             | 22         | 2          | CP+CdL          | 2+0             | 0               |                    | -                  | -                  |             | -           | -           | 24     | 2      |
| 2019-2020       | Vizela          | CdP             | 17         | 0          | CP              | 1               | 0               |                    | -                  | -                  |             | -           | -           | 18     | 0      |
| 2020-2021       | Vizela          | LdH             | 30         | 2          | CP              | 1               | 0               |                    | -                  | -                  |             | -           | -           | 31     | 2      |
| 2021-2022       | Marítimo        | PL              | 4          | 1          | CP+CdL          | 0+1             | 0               |                    | -                  | -                  |             | -           | -           | 5      | 1      |
| Totale carriera | Totale carriera | Totale carriera | 99         | 10         |                 | 9               | 0               |                    | -                  | -                  |             | -           | -           | 108    | 10     |

## Palmarès

### Club

#### Competizioni nazionali
- Campeonato de Portugal: 1

Real: 2016-2017

#### Competizioni statali
- Campeonato Mineiro Módulo II: 1

Democrata: 2016